# 미국의 구축함 함급 목록

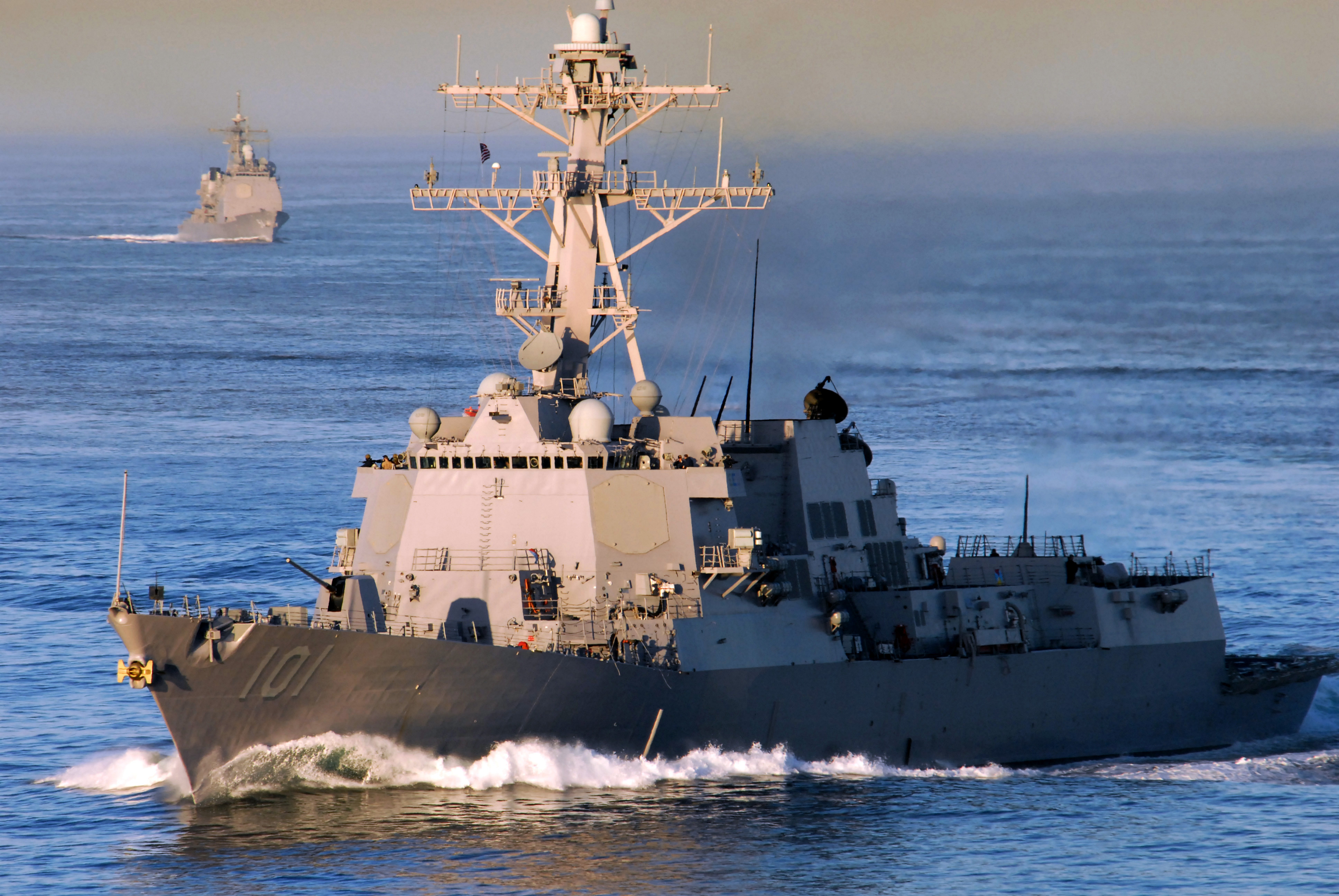
알레이버크급 구축함 USS 그리들리 (DDG-101). 2005년 이후 미국 해군이 유일하게 운용하는 구축함이다.

어뢰가 처음 발명된 것은 1866년이었으며, 곧 이어 어뢰를 주무장으로 사용하는 어뢰정이 개발되었다. 1889년, 미국-스페인 전쟁 중에 미국 해군 차관보 시어도어 루스벨트는 미국 해군을 위협하는 유일한 무기 체계가 스페인 해군의 어뢰정이며, 어뢰정 구축함을 획득할 필요가 있다고 썼다. 몇 년 후, 미국 의회는 최초 미국 해군이 운용할 2종류의 구축함 16척 건조를 승인했다. 제1차 세계 대전에서 미국 해군은 구축함을 대량 생산하여 273척을 진수했다. 이때 생산된 구축함 중 다수가 1918년부터 1941년 사이에 퇴역했다. 추가 구축함 건조는 통제를 받았다. 제2차 세계 대전에서는 미국은 5인치 주포를 장착한 구축함을 건조하기 시작했으나, 복원성 문제가 없지 않았다.
제2차 세계 대전 종전 후에 미국 해군이 처음 건조한 주력함은 프리게이트였다. 이 군함들은 구축함대 기함으로 사용했으나 나중에 유도 미사일 구축함으로 재분류되었다. 다른 종류의 구축함들도 마지막으로 함포를 장착한 구축함들이 건조되었다. 미 해군의 구축함으로 특별한 것은 이란의 팔레비 왕조가 주문하며 건조한 키드급 구축함이 있다. 그러나 이란 혁명으로 인도는 취소되었고 미국 해군이 이 군함들을 인수했다.
미국 해군은 1991년에 알레이버크급 구축함을 도입했다. 2005년 이후 미국 해군이 운용하는 유일한 구축함으로서 2012년까지 추가 건조할 예정이다. 미래형 구축함으로는 줌월트급 구축함을 계획 중이며, 현재 3척이 계획 중이다.

## 제1차 세계 대전 이전

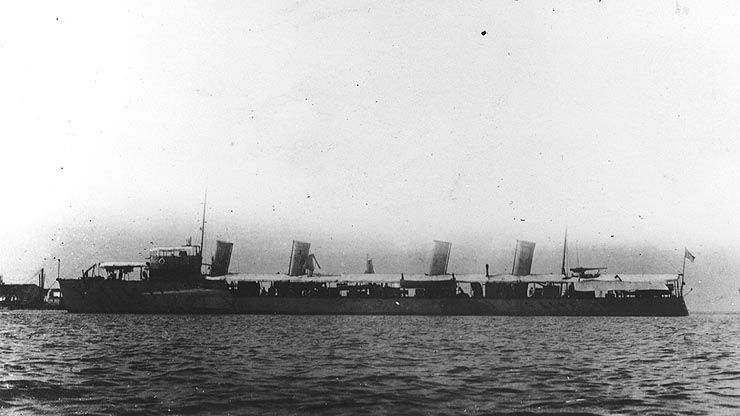
미국 해군 최초의 구축함, USS 베인브릿지 (DD-1). 1915년 ~ 1916년 경의 모습

1864년, 미국 해군 대위 윌리엄 B. 커싱은 철갑선 CSS 앨버메이를(Albemarle)을 스파 어뢰(spar torpedo)를 사용하여 격침시켰다. 커싱 대위는 폭발물을 길다란 장대에 매달았고, 이 장대로 폭탄을 물밑에서 터뜨렸다. 2년 후, 오스트리아-헝가리 제국에서 영국 기술자 로버트 화이트헤드(Robert Whitehead)가 압축공기를 동력으로 한 자동추진 어뢰를 발명했다. 그가 발명한 어뢰는 6 ~ 8 노트(초당 3.1 ~ 4.1m, 시속 11 km ~ 15 km) 속도로 183m ~ 366m (200 ~ 400 야드)를 항주했다. 작고 빠른 속도를 지닌 어뢰의 등장은 전 세계 전열함 위주 해군을 위협할 수 있는 수단이 등장했음을 뜻했다. 미국 해군의 TB-1 USS 커싱같은 어뢰정들이 곧 등장한 것이다.
미국-스페인 전쟁 중 미국 해군 차관보 시어도어 루스벨트는 산티아고 드 쿠바를 봉쇄하려던 함대를 위협하는 "유일하게 실제하는 위협"이라고 썼고, 어뢰정과 어뢰정 구축함을 획득해야 한다고 주장했다. 대통령이 되면서 시어도어 루스벨트는 해군 구축함대 증강을 포함한 해군 업무에 계속 깊이 관여했다.
미국 의회는 어뢰정 구축함 16척을 승인했으며, 1903년까지 모두 함대 전력으로 합류했다. 최초 어뢰정 구축함은 베인브릿지급으로서, 3인치 함포 2문을 갖추었고, 배수량은 400톤이었다. 스미스급과 폴딩급 구축함은 740톤이었으며 이때문에 이 구축함들은 "가벼운 무게"라는 뜻으로 "flivvers"라는 별명을 가졌다. flivver라는 단어는 "낡은 자동차", "싸구려"같은 의미도 있다. 미국이 제1차 세계 대전에 참전하면서, 구축함들의 배수량은 1000톤에 이르렀고, 연료를 석탄에서 석유로 바꾸었다. 이 "1000톤급" 구축함들은 8문의 어뢰발사관과 50구경 4인치 함포 4문으로 무장했으며, 승조원은 100명이었다. 이 1000톤급 구축함은 카신급과 샘슨급 구축함이었다. 이 2종류 구축함은 높은 선수 갑판(forecastle)때문에 "부러진 갑판"이라고도 불렸다.
| 한글 명칭  | 영어 명칭  | 건조 척수 | 최초 진수 | 마지막 취역년도 | 주요 사항                                                                                            | 참고 문헌            |
| ---------- | ---------- | --------- | --------- | --------------- | --- | -------------------- |
| 베인브리지 | Bainbridge | 13척      | 1899년    | 1902년          | 의회에서 처음 승인했던 16척의 "어뢰정 구축함"의 일부.                                                | [ 4 ] [ 5 ] [ 6 ]    |
| 트럭스턴   | Truxtun    | 3척       | 1899년    | 1903년          | 의회에서 처음 승인했던 16척의 "어뢰정 구축함"의 일부.                                                | [ 7 ] [ 8 ] [ 9 ]    |
| 스미스     | Smith      | 5척       | 1908년    | 1909년          | 740톤이라는 가벼운 중량때문에 "flivvers"로 알려짐.                                                   | [ 10 ] [ 11 ] [ 12 ] |
| 폴딩       | Paulding   | 21척      | 1909년    | 1912년          | 740톤이라는 가벼운 중량때문에 "flivvers"로 알려짐.                                                   | [ 13 ] [ 14 ] [ 15 ] |
| 카신       | Cassin     | 4척       | 1912년    | 1913년          | 높은 선수 갑판때문에 "부러진 갑판"(broken deckers)이나 중량때문에 "1000톤급 배"라는 별명으로 알려짐. | [ 16 ] [ 17 ] [ 18 ] |
| 아위륀     | Aylwin     | 4척       | 1912년    | 1914년          | 높은 선수 갑판때문에 "부러진 갑판"(broken deckers)이나 중량때문에 "1000톤급 배"라는 별명으로 알려짐. | [ 19 ] [ 20 ] [ 21 ] |
| 오브라이언 | O'Brien    | 6척       | 1913년    | 1915년          | 높은 선수 갑판때문에 "부러진 갑판"(broken deckers)이나 중량때문에 "1000톤급 배"라는 별명으로 알려짐. | [ 22 ] [ 23 ] [ 24 ] |
| 터커       | Tucker     | 6척       | 1914년    | 1916년          | 높은 선수 갑판때문에 "부러진 갑판"(broken deckers)이나 중량때문에 "1000톤급 배"라는 별명으로 알려짐. | [ 25 ] [ 26 ] [ 27 ] |
| 샘슨       | Sampson    | 6척       | 1915년    | 1917년          | 높은 선수 갑판때문에 "부러진 갑판"(broken deckers)이나 중량때문에 "1000톤급 배"라는 별명으로 알려짐. | [ 28 ] [ 29 ] [ 30 ] |

## 제1차 세계 대전

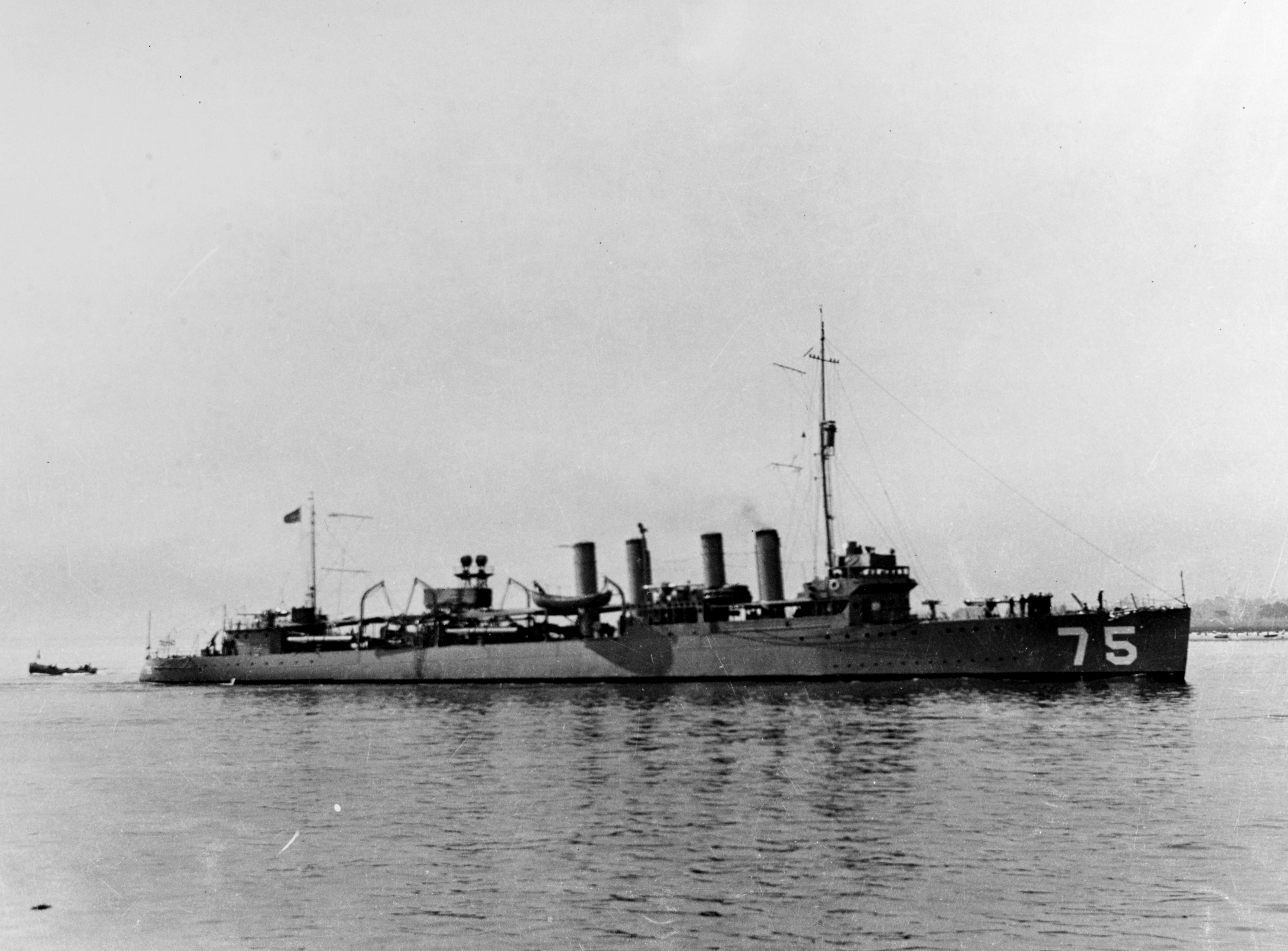
항구에 정박 중인 USS 위키스 (DD-75). 1920년대 초 촬영.

1917년에 제1차 세계 대전에 참전하기 전에, 미국은 보통 평갑판이라 부르는 모두 연결된 뱃전을 새로 설계한 구축함 건조에 착수했다.
| 한글 명칭 | 영어 명칭 | 건조 척수 | 최초 진수 | 마지막 취역년도 | 주요 사항 | 참고 문헌 |
| --------- | --------- | --------- | --------- | --------------- | --------- | --------- |
| 콜드웰    | Caldwell  | 6척       | 1916년    | 1920년          |           |           |
| 위키스    | Wickes    | 111척     | 1917년    | 1921년          |           |           |
| 클렘슨    | Clemson   | 156척     | 1918년    | 1922년          |           |           |

## 전간기
| 한글 명칭 | 영어 명칭 | 건조 척수 | 최초 진수 | 마지막 취역년도 | 주요 사항 | 참고 문헌 |
| --------- | --------- | --------- | --------- | --------------- | --------- | --------- |
| 패러것    | Farragut  | 8척       | 1932년    | 1935년          |           |           |
| 포터      | Porter    | 8척       | 1933년    | 1937년          |           |           |
| 마한      | Mahan     | 18척      | 1934년    | 1937년          |           |           |
| 그리들리  | Gridley   | 4척       | 1935년    | 1938년          |           |           |
| 배글리    | Bagley    | 8척       | 1935년    | 1937년          |           |           |
| 소머즈    | Somers    | 5척       | 1935년    | 1939년          |           |           |
| 벤햄      | Benham    | 10척      | 1936년    | 1939년          |           |           |
| 심스      | Sims      | 12척      | 1937년    | 1940년          |           |           |
| 글리브    | Gleaves   | 66척      | 1938년    | 1943년          |           |           |
| 벤슨      | Benson    | 30척      | 1938년    | 1943년          |           |           |

## 제2차 세계 대전
| 한글 명칭    | 영어 명칭       | 건조 척수 | 최초 진수 | 마지막 취역년도 | 주요 사항 | 참고 문헌 |
| ------------ | --------------- | --------- | --------- | --------------- | --------- | --------- |
| 플레처       | Fletcher        | 175척     | 1941년    | 1944년          |           |           |
| 알렌 M. 섬너 | Allen M. Sumner | 58척      | 1943년    | 1946년          |           |           |
| 기어링       | Gearing         | 98척      | 1944년    | 1952년          |           |           |

## 냉전, 21세기
| 한글 명칭      | 영어 명칭        | 건조 척수          | 최초 진수 | 마지막 취역년도 | 주요 사항 | 참고 문헌 |
| -------------- | ---------------- | ------------------ | --------- | --------------- | --------- | --------- |
| 미처           | Mitscher         | 4척                | 1949년    | 1954년          |           |           |
| 포레스트 셔먼  | Forrest Sherman  | 18척               | 1953년    | 1959년          |           |           |
| 패러것         | Farragut (1958)  | 10척               | 1956년    | 1961년          |           |           |
| 찰스 F. 애덤스 | Charles F. Adams | 23척               | 1957년    | 1964년          |           |           |
| 스프루언스     | Spruance         | 31척               | 1972년    | 1980년          |           |           |
| 키드           | Kidd             | 4척                | 1978년    | 1982년          |           |           |
| 알레이버크     | Arleigh Burke    | 56척 (9척 계획 중) | 1988년    |                 |           |           |
| 줌월트         | Zumwalt          | 0척 (3척 계획 중)  | 2008년    |                 |           |           |